# ارسته بانک

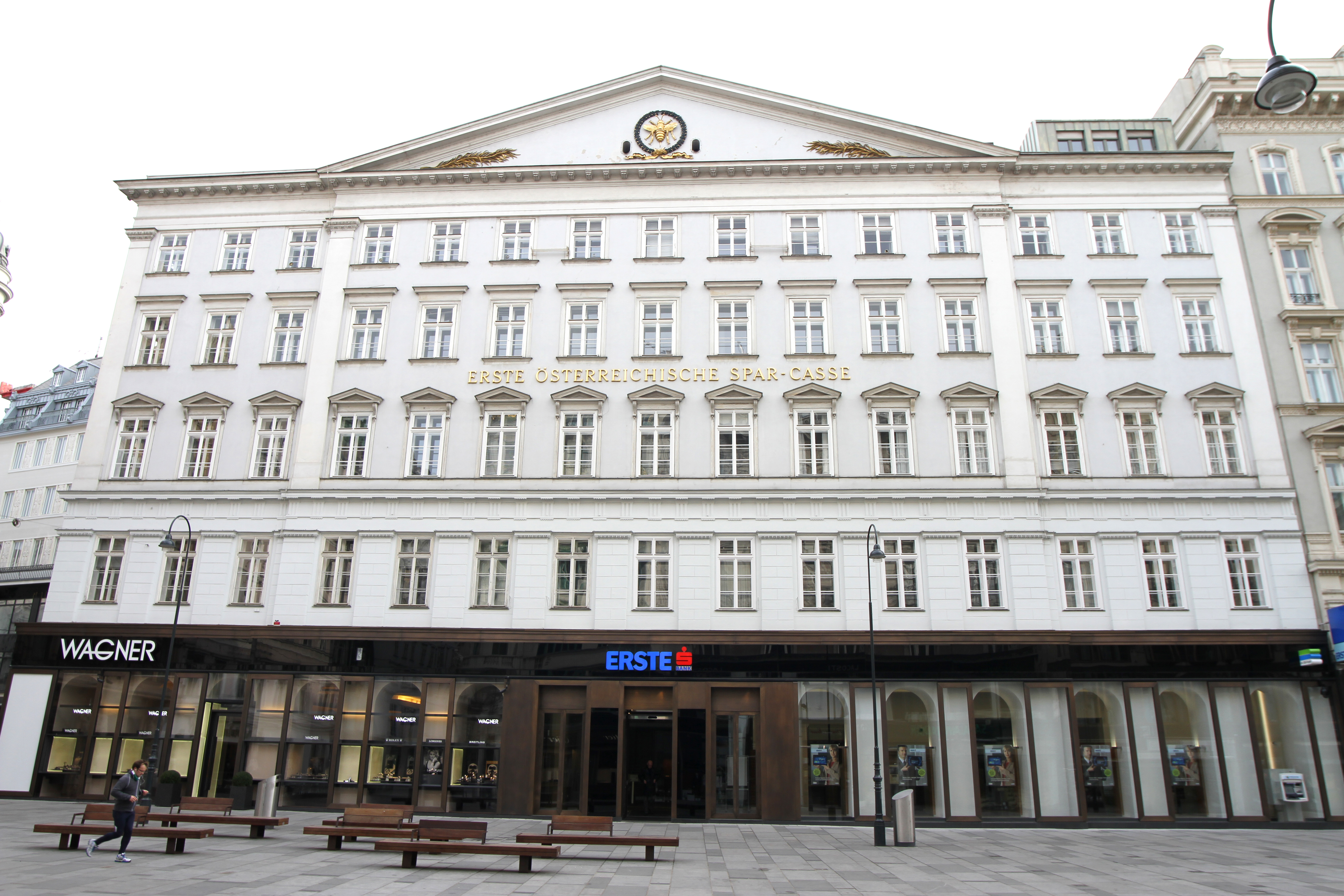
شعبه مرکزی ارسته بانک، در وین

ارسته بانک، (به آلمانی: Erste Bank) بانک اتریشی است، که در سال ۱۸۱۹ تأسیس شد و امروزه قدیمی‌ترین بانک فعال در اتریش محسوب می‌شود و در عمل به‌عنوان بازوی اجرای خدمات بانکداری برای ارسته گروپ فعالیت می‌کند. گروه ارسته، هم‌اکنون بزرگترین شرکت خدمات مالی در اروپای مرکزی و شرقی به‌شمار می‌رود.
شمار کارکنان ارسته بانک بیش از ۱۶ هزار نفر می‌باشد و در سرتاسر اروپا بالغ بر ۱٫۰۰۰ شعبه و ۱۷۰ دفتر خدماتی را در اختیار دارد. این بانک، دارای بیش از ۳ میلیون مشتری است و در مجموع کنترل ۲۸٪ درصد از صنعت بانکداری اتریش را در کنترل خود دارد. شعبه مرکزی ارسته بانک در شهر وین، اتریش مستقر می‌باشد.